# Onyx Von Trollenberg
Onyx Von Trollenberg es un personaje de ficción en la serie de televisión animada Americana Trollz. Ella es un miembro de MAPTLV (Mejores Amigas Para Toda La Vida), un grupo de chicas adolescentes quienes son capaces de utilizar la antigua magia conocida como el "Poder de los Cinco". 

## Personalidad
Onyx es una chica realista y la más equilibrada en MAPTLV. Ella no teme decir lo que siente y tiene una aversión personal para las personas que miente y les devuelve la palabra. Aunque ella se viste como una gótica, ella es muy sociable y se preocupa mucho por sus amigos y siempre estará para ellos en una mala situación. Ella es extremadamente talentosa en la poesía, ella es la que conduce las peores cosas en el mundo y a veces le hace daño a la lenta confianza en sí mismo.
Su comida favorita son las hamburgesas de queso dobles con cebollas extras y sus pasatiempos incluyen ver caricaturas, bularse de las animadoras, y golpear chicos en cualquier actividad. A ella le gusta Flint, la poesía, el dolor, su lagartija mascota Na-Na, y que nadie la moleste. Ella cree que "¿Cual es tu color favorito?" es una estúpida pregunta. Su piedra es una luna creciente púrpura.
- Datos: Q6305743